# Peter Branka
Peter Branka (* 1972; † 2021 in Wien) war ein österreichischer Komponist.

## Leben und Wirken
Peter Branka studierte Komposition, Klavier und Dirigieren am Konservatorium der Stadt Wien. Er leitete verschiedene Musical-Workshops und komponierte diverse Auftragswerke. U.a. trat er als musikalischer Leiter und Komponist des Kindermusicals „Der Weihnachtsapfel“ in Wien und des Musicals "Rainbow Girl" (Uraufführung 1992 in St. Pölten, Österreich) hervor.
Seine Kompositionen zeichnen sich durch eine moderne tonale Musik mit sowohl filmmusikalischen Einflüssen als auch Elementen aus Popmusik und Jazz aus. Viele seiner symphonischen Orchesterwerke haben Programmmusikcharakter.

## Werke
- Kindermusical „Der Weihnachtsapfel“ 1995, zahlreiche Aufführungen für Kinder in Wien
- Marilyn Monroe Musical „Rainbow Girl“ im Landestheater St. Pölten 1992
- Zusammenarbeit mit dem Orchester der Niederösterreichischen Tonkünstler
- Aufführung von Weihnachtsliedern durch den Mozart Knabenchor Wien unter Peter Lang
- Uraufführung der Aberdeener Messe 2005
- Uraufführung von Mystica (einem Werk für Chor und Orchester) in Zusammenarbeit mit dem Mozart Knabenchor, dem Chor Curiositas und dem Konservatorium der Stadt Wien im Rahmen der Wiener Festwochen 2007